# Terence MacSwiney
Pour les articles homonymes, voir MacSwiney.
 (septembre 2019).
Terence MacSwiney, né le 28 mars 1879 à Cork et décédé le 25 octobre 1920 à Lambeth en Angleterre, est un auteur dramatique, poète et homme politique Irlandais. Teachta Dála élu lors de élection du Premier Dáil, il est élu maire de Cork par le Sinn Féin au début de la guerre d'indépendance irlandaise en 1920. Arrêté par le gouvernement britannique pour sédition et incarcéré à la prison de Brixton, sa mort en octobre 1920, après 74 jours de grève de la faim, a attiré l'attention internationale sur lui et sur la cause républicaine irlandaise.